# Mormopterus doriae
Mormopterus doriae es una especie de murciélago de la familia Molossidae.

## Distribución geográfica
Es endémica de Indonesia, sólo se conoce en el norte de Sumatra.